# Raji: An Ancient Epic
Raji: An Ancient Epic — це пригодницька відеогра, розроблена компанією Nodding Heads Games у Пуне, Махараштра, Індія. Вперше видана як тимчасовий ексклюзив для Nintendo Switch 18 серпня 2020 року, а 15 жовтня 2020 року для Microsoft Windows через Steam, GOG і Epic Games Store, а також PlayStation 4 і Xbox One.
16 квітня 2024 року гра вийшла в покращеною графікою, виправленнями та додатковими режимами. Оновлена версія отримала назву Raji: An Ancient Epic Enhanced Edition.
Гра базується на індуїстській міфології та черпає натхнення з таких епосів, як Магабхарата та Рамаяна. В ній йдеться про пригоди дівчини Раджі, яка шукає свого брата, викраденого демонами.

## Ігровий процес
Головна героїня Raji: An Ancient Epic — це дівчина на ім'я Раджі, яка шукає свого меншого брата, викраденого демонами. Вона подорожує низкою місцевостей, де долає різноманітні перешкоди й перемагає демонів. Гра чергує елементи платформингу з боями, що відбуваються на обмежених аренах. Героїня мусить бігати і лазити по будівлях, уникаючи падіння. Коли вона стикається з ворогами, арена обмежується магічним бар'єром, який спадає після того, як усі демони на арені будуть переможені. Коли здоров'я ворога майже вичерпане, Раджі може виконати його добивання, при цьому відновивши власне здоров'я. Якщо знищити демона звичайною атакою, він просто зникне.
У деяких місцях Раджі потрібно точно застрибнути, біжучи, на стіну, щоб пробігтися нею. На рівнях з водою героїня повинна кидати в водойми лотоси, щоб вони розпустили листя, по якому потім можна пройти. Плавати Раджі не може.
Поступово Раджі отримує зброю: тризуб, лук, меч зі щитом і чакрам. У святилищах на цю зброю можна встановити модифікатори, які додають різноманітні стихійні атаки — вогонь, блискавку тощо. Героїня здатна виконувати акробатичні прийоми в бою: відштовхуватися від стін і ворогів, крутитися навколо стовпів.
Впродовж подорожі дії Раджі коментують богиня Дурґа та бог Вішну. Місцями Раджі зустрічає малюнки інших богів, підійшовши до яких, чує від своїх покровителів відповідний міф. Також трапляються головоломки, де Раджі повинна розташувати в правильному порядку частини мандали або зачарованого дерева.

## Сюжет
Раджі — дівчина-сирота, циркова акробатка. Її єдина рідня — молодший брат Гулу, він же оповідач. На свято Ракша-бандган демони атакують карнавал, де виступають Раджі та Гулу. Демони викрадають Гулу, а Раджі вирушає на його пошуки. За нею спостерігають богиня Дурґа та бог Вішну. Дурґа обирає Раджі для здійснення свого задуму, а Вішну сумнівається чи справиться дівчина за завданням. Раджі отямлюється в руїнах і подорожує до храму Дурґи, де отримує чарівний тризуб. Дівчина бореться проти демонів і звільняє полонених дітей, однак її брата серед них не виявляється.
Організатором викрадення Гулу та вторгнення демонів виявляється Махабаласура. Колись він був людиною, одним із містиків, і отримав від бога Брахми безсмертя. Але потім він загордився та вирішив, що достойний правити світом, для чого очолив демонів. Коли Бгумі Деві (Мати-Земля) закликала його припинити це, він убив її. Це розлютило бога Шиву, який ув'язнив його. Після років ув'язнення Махабаласура повернувся, щоб помститися.
Раджі слідує за демонами, які забрали Гулу та багатьох інших дітей до фортеці Джайдхар. Вона знаходить лук Вішну, і тоді бог визнає дівчину здатною перемогти демонів. Діставшись до фортеці Вішну, двоголовий ватажок демонів відправляє Гулу до Махабаласури крізь магічний портал, перш ніж Раджі встигає врятувати брата. Коли Раджі вбиває ватажка, Гулу опиняється в царстві Махабалсури, де володар демонів задурманює його розум.
Потім Раджі відправляють до міста Хіран'я Нагарі, збудованого Вішну, котре захопила Ранґда, могутня королева демонів, яка зачарувала охоронців міста та отруїла його воду. Раджі подорожує крізь місто, вбиваючи прихильників Ранґди та відновлюючи завдану нею шкоду. Два божества, які спостерігають за нею, також дарують їй чарівні меч і щит. Раджі переслідують жахливі видіння про Гулу. Нарешті Раджі дістається на найвищу вежу міста й перемагає Ранґду. Дівчину забирає містик і вони летять на спині велетенського павича в країну містиків аби зупинити Махабаласуру.
Досягнувши країни містиків, Раджі бачить, що спізнилася. Махабаласура вбив багатьох із них або перетворив на камінь. Після боротьби з ордами демонів і заспокоєння Наги, гігантського напівбога-змія та охоронця землі, вона нарешті протистоїть Махабаласурі. Володар демонів змушує вождя містиків віддати йому стародавній сувій і, поранивши Раджі, тікає. Містики рятують життя Раджі, вона знаходить свого брата. Однак Махабаласура хоче відчинити за допомогою заклинання з сувою браму на небо, що дозволить йому вторгнутися в царство богів і знищити їх. Раджі продовжує свою подорож, залишаючи Гулу з містиками.
Раджі досягає пустелі Тар, куди вирушив Махабаласура. Вона також отримує Сударшан-чакрам, наймогутнішу зброю бога Вішну. Рухаючись крізь пустелю та вбиваючи демонів, Раджі нарешті стикається з Махабаласурою та атакує його чакрамом. Майже зазнавши поразки, володар демонів відволікає Раджі своїми двійниками і за допомогою все ще зачарованого Гулу відчиняє браму. Раджі возз'єднується з братом посеред пустелі, лишаючи фінал відкритим.

## Розробка
Розробка Raji почалася в 2017 році. Студія Nodding Heads Games, заснована Шруті Гхош, яка працювала арт-менеджером в EA.
Сюжет гри натхненний Магабхаратою та Рамаяною, а візуальний дизайн — архітектурою Раджастану, скульптурами та театральними костюмами. Тривимірні моделі виконувалися спершу в ZBrush, потім у Maya та Marmoset Toolbag виконувалася ретопологія та UV-розгортки. Матеріали, що накладалися на моделі, створювалися в Photoshop, Quixel і 3D Coat.
Raji базується на рушієві Unreal Engine 4. Використовуючи цей потужний рушій, розробники разом з тим прагнули до якнайкращої оптимізації, застосовуючи модульні елементи та накладання тих самих матеріалів на різні моделі.
Вдосконалена версія з покращеною графікою, виправленнями та режимом історії (де Раджі не може загинути та вбиває ворогів одним ударом) вийшла 20 липня 2022 року в Xbox Game Pass та на PlayStation 4, а також 28 липня 2022 року для Nintendo Switch як безкоштовне оновлення.

## Випуск
Гра вийшла для Nintendo Switch як ексклюзив 18 серпня 2020 року. 15 жовтня 2020 року вийшла також для Microsoft Windows у сервісі Steam та в Epic Games Store, й тоді ж для PlayStation 4 та Xbox One. Версія гри без DRM була випущена на GOG.com 22 березня 2021 року. Raji ввійшла до переліку ігор за підпискою Xbox Game Pass 22 липня 2021 року.
Компанія Netflix випустила гру на iOS та Android 5 квітня 2023 року.

## Сприйняття
Середня оцінка гри на Metacritic складає 69 зі 100, що відповідає «змішаним або посереднім» відгукам для Switch, і 70 зі 100 для ПК та Xbox One.
Раян Стівенс на сайті Cultured Vultures виніс вердикт, що Raji: An Ancient Epic безумовно заслуговує на увагу, проте амбіції її розробників явно були завищені. Хоча візуальні ефекти й музика вражають своєю красою, грати не так захопливо, як дивитися на декорації чи рухи ворогів. При наявності чотирьох видів зброї найкорисніша з них — це тризуб. Однак, незручне керування призводить до того, що акробатичні прийоми героїня виконує непередбачувано і це заплутує в боях. І в той же час темп гри критик визнав чудово збалансованим і похвалив зображення Раджі як «реалістичної героїні», що не володіє якимись надлюдськими спроможностями сама по собі.
Крістофер Берд у The Washington Post найкращим аспектом гри назвав яскраву, деталізовану графіку. Елементи платформингу, за висновком критика, звичайні і скрашуються тільки такими деталями, як потреба подекуди бігати по стінах і створювати платформи на воді. Бої повторювані та нескладні, хоча є місця, де одна зброя має явні переваги над іншими. Берд похвалив тематику сюжету, зазначивши, що індійську міфологію відеоігрова індустрія здебільшого ігнорує. Але також висловив спантеличення тим, що багато міфів, які можна почути в грі, жодним чином не стосуються сюжету.
Адеш Тапліял на сайті Vice похвалив Raji за увагу до феміністичної тематики індуїзму. В індуїзмі жінка-воїтелька не є чимось надзвичайним і войовничі богині добре відомі. Проте критик загалом описав гру як «недбалу в своїй освітній місії» познайомити гравців з багатоманітністю індійської культури. Так, у міфології демони ракшаси набагато цікавіші, ніж ігрові «орки», які існують просто щоб їх знищувати. Також Raji зображає ісламську архітектуру як щось місцеве і включене до індуїстської культури. Хоча Raji технічно є фентезійним твором, який не претендує на історичну точність, але розкішна архітектура гри чітко відповідає середньовіччю. Раджі проходить повз перські килими, машрабії, арки-багатолисники… артефакти індо-ісламської культури є всюди. Замість показати багатогранне минуле Індії, Raji вдається до стереотипного, політично виправданого образу, що проте вписується в пропаганду індійської культури, почату кінематографом.